# Euphorbia ballyana
Euphorbia ballyana ist eine Pflanzenart aus der Gattung Wolfsmilch (Euphorbia) in der Familie der Wolfsmilchgewächse (Euphorbiaceae). Benannt wurde die Art nach Peter René Oscar Bally.

## Beschreibung
Die sukkulente Euphorbia ballyana entspringt einer verdickten Wurzel und bildet wenige, nur leicht verzweigte Triebe aus der Basis aus. Diese sind stielrund und werden bis 30 Zentimeter lang und bis 1 Zentimeter dick. Sie sind mit flachen Zähnen in einem Abstand von etwa 2 Zentimeter zueinander besetzt. Die verlängerten Dornschildchen werden etwa 17 Millimeter lang und stehen einzeln in vier Reihen. Es werden Dornen bis 15 Millimeter Länge und Nebenblattdornen bis 3 Millimeter Länge ausgebildet.
Der Blütenstand wird aus einzelnen, einfachen und nahezu sitzenden Cymen gebildet. Die Cyathien werden 5 Millimeter groß. Die rechteckigen Nektardrüsen sind grünlich gefärbt und grenzen aneinander. Die stumpf gelappte Frucht wird etwa 4 Millimeter und der eiförmige und mit einem Netzmuster versehene Samen etwa 2 Millimeter groß.

## Verbreitung und Systematik
Euphorbia ballyana ist in Kenia im Süden von Nairobi im trockenen Buschland vergesellschaftet mit Sansevieria-Arten in Höhenlagen von 900 Meter verbreitet.
Die Erstbeschreibung der Art erfolgte 1966 durch Werner Rauh.